# Jang-geum
Jang-geum (장금?, 長今?, ChanggeumMR; fl. XVI secolo) è stata un medico coreano. Vissuta durante il regno di Jungjong (1506-1544), fu la prima e unica donna a ricoprire la carica di medico personale del re durante la dinastia Joseon, in una società fortemente gerarchica e maschile. Svolse il suo ruolo per 29 anni, dal 1515 al 1544, e veniva chiamata "Dae Jang-geum", dove Dae significa "grande".

## Biografia
Poco si sa della sua vita privata, ma iniziò a lavorare per la famiglia reale come cuoca al Gyeongbokgung. Secondo gli Annali della dinastia Joseon, che la menzionano dieci volte, era "un medico favorito dal re Jungjong con un talento per la cucina e la pratica medica", e il sovrano le si affidava completamente.
Il 10 marzo 1515, la regina Janggyeong diede alla luce il futuro re Injong, assistita da alcune uinyeo (donne di medicina al servizio del palazzo), ma morì sei giorni dopo per le conseguenze del parto. Il 4 aprile, alcuni funzionari di corte inviarono delle petizioni al sovrano affinché punisse severamente le uinyeo, tra cui era presente anche Jang-geum. Jungjong rifiutò, dichiarando:

Il 24 settembre 1522 ricevette, insieme al resto del personale medico, 10 sacchi di riso e 10 sacchi di fagioli per aver curato la regina madre Jeonghyeon. L'8 gennaio 1525, dopo essere guarito da una malattia, Jungjong commentò:
Il 6 marzo 1533 venne ricompensata con 15 sacchi di riso, 15 sacchi di fagioli e 10 pezze di tessuto per aver contribuito a curare Jungjong da una malattia durata diversi mesi.
Il 21 febbraio 1544, il sovrano ordinò ai dottori reali Park Se-geo e Hong Chim, a Jang-geum, alla uinyeo Eun-bi e ad altri di cercare un rimedio per il proprio raffreddore. Guarì alcune settimane dopo, e il 5 marzo premiò il personale medico per il suo operato: Jang-geum ricevette 5 sacchi di riso e fagioli.
Il 9 novembre 1544, i ministri della corte interrogarono i medici Park Se-geo e Hong Chim sulla salute di Jungjong. Jang-geum osservò:
Il giorno seguente, il re dichiarò che "la donna medico [Jang-geum] sa tutto delle mie condizioni". Guarì il 13 novembre, concedendo una vacanza a tutto il personale medico che lo aveva assistito. Menzionò in particolare che Jang-geum era andata a trovarlo quella mattina, e che le aveva detto di aver provato un immenso sollievo dopo essere finalmente riuscito a defecare. Questa è l'ultima menzione a Jang-geum registrata negli Annali; Jungjong morì sedici giorni dopo, il 29 novembre.

## Nella cultura popolare
Nel 2003 è stata realizzata una serie televisiva liberamente ispirata alla sua vita, Dae Jang-geum, che ha riscosso un notevole successo tanto in Corea del Sud quanto all'estero.